# Ángel Melogno
Ángel Melogno (født 22. marts 1905, død 27. marts 1945) var en uruguayansk fodboldspiller, der som midtbanespiller på Uruguays landshold vandt guld ved VM i 1930 på hjemmebane. Han var dog ikke på banen i turneringen. Han var også udtaget til OL 1928 i Amsterdam, hvor Uruguay ligeledes vandt guld, men kom heller ikke på banen i denne turnering. Han spillede i alt fem landskampe.
Melogno spillede på klubplan 16 år for CA Bella Vista i hjemlandet.